# (7956) Yaji
(7956) Yaji est un astéroïde de la ceinture principale.

## Description
(7956) Yaji est un astéroïde de la ceinture principale. Il fut découvert le 17 décembre 1993 à Ōizumi par Takao Kobayashi. Il présente une orbite caractérisée par un demi-grand axe de 3,09 UA, une excentricité de 0,11 et une inclinaison de 2,5° par rapport à l'écliptique.

## Compléments